# 崩壊シリーズ
崩壊シリーズ（ほうかいシリーズ）（中国語：崩坏、英語：Honkai）は、2011年よりmiHoYo及びHOYOVERSEが開発・配信しているゲームシリーズである。「FlyMe2theMoon」、「崩坏学园」（中国での1作目）、「崩壊学園」（その2作目）はCai Haoyuがプロデューサー務めていたが、2017年からDavid Jiangに引き継がれている。

## 解説
崩壊シリーズは異なる平行世界からなる物語である。「虚数の木」と呼ばれる平行世界をつなげるための場によってつながっている。本シリーズではスターシステムを採用しており、作品を通してキアナをはじめとするキャラクターが登場しているが、作品ごとにキャラクターの背景や設定などが異なっている。また、原神には崩壊シリーズに登場するキャラクターに外見・能力などが酷似したキャラクターが登場する。世界観に関しては、おおむね共通しており、すべてに共通して未知との災害「崩壊」と人類の戦いを描いている。

## 設定

### 虚数の木・量子の海・世界の泡
虚数の木、量子の海は崩壊シリーズの平行世界をつなぐための「場」である。量子の海の中に虚数の木が存在し、複数の枝すべてが一つの世界だとされている。虚数の木に存在する世界はすべて安定しており、歴史と時間の法則に従い、一つの枝から分岐し新たな平行世界ができることもある。量子の海の中で世界の泡というものが生まれることがある。世界の泡は虚数の木と違い安定しておらず特定の時間と領域のみで構成されている。崩壊シリーズのすべての作品は、この平行世界の設定に準拠している。「原神」も崩壊シリーズではないが例外ではない。

### 崩壊
崩壊は崩壊シリーズの主となる設定であり、世界観の土台となっている部分である。発展しすぎた文明による地球の破壊を防ぐために、文明を滅ぼそうとする地球の免疫機能である。崩壊は野生動物や人間などの生物に感染し、突然変異を起こすことがあり最終的に死をもたらす可能性がある。崩壊の形は様々でありウイルス、自然災害、世界大戦など文明を滅ぼせる可能性のあるあらゆる形をとり滅ぼそうとする。文明が進化し続ける限り崩壊を止めることはできず、抗うことしかできない。崩壊は文明の発展度に比例して強くなっていく。崩壊に壊された世界は虚数の木から枝が落ち量子の海に入り、のちに世界の泡となり消えていく。
英語表記では「崩壊」を日本語ローマ字の「Houkai」でも中国語のローマ字表記（ピンインなど）でもなく「Honkai」と表す。これは、固有名詞化を考慮したためである。

### キャラクター
『FlyMe2theMoon』はキアナ・カスラナが最初に登場する作品であり、miHoYoが最初にデザインしたキャラクターである。崩壊シリーズの多くの作品で主人公を務めている。雷電芽衣とブローニャ・ザイチクは『崩壊学園』にて最初に登場し、崩壊シリーズでは主要人物となった。『崩壊3rd』では、過去作の主要キャラクターを基に、各キャラクターに新たな設定を加え作られた。『崩壊:スターレイル』では、新たなキャラクターのほかに、過去作のキャラクターを基に制作されたキャラクター、さらには同一人物も存在する。

## 歴史

### メインシリーズ
| 2011 | FlyMe2themoon              |
| 2012 | 崩坏学园（中国のみ）       |
| 2013 |                            |
| 2014 |                            |
| 2015 | 崩壊学園（中国:崩坏学园2） |
| 2016 | 崩坏3（中国のみ）          |
| 2017 | 崩壊3rd                    |
| 2018 |                            |
| 2019 |                            |
| 2020 | 原神                       |
| 2021 |                            |
| 2022 |                            |
| 2023 | 崩壊:スターレイル          |

『崩坏学园』はmiHoYoが設立されてから初のモバイルゲームであり、2012年にiOSにてリリースされた有料ゲームである。本作は2D横スクロールシューティングゲーム『ゾンビアス』と日本のアニメ『学園黙示録』からインスパイアを受けている。製作は2011年12月に開始され、UnityとMayaを使用して3か月以内に4、5回制作を繰り返し、8か月かけてゲームバランス、システムの調整を行った。2012年11月にバージョン1.0をリリースした。パブリックベータは12月に行われた。『崩坏学园』は近未来を舞台にした学園アクションゲームで、ゾンビに囲まれた崩壊学園を舞台に物語が展開されていく。主人公であるキアナは様々な武器を駆使してゾンビたちとのバトルを繰り広げていく。本作は崩壊シリーズの1作目であり、崩壊シリーズの基礎を築いた作品である。
『崩壊学園』は2014年に中国でリリースされた『崩坏学园2』を日本向けにローカライズしたものである。崩壊シリーズ2作目である。崩壊学園は崩坏学园のデータやコード、デザインなどを継承しており、価格は有料から無料へとなった。崩壊学園では前作ではなかった新たなキャラクター、武器、衣装などが追加されており大きなボリュームアップとなった。中国版の崩坏学园2は2014年1月26日にテストが開始され3月にBilibiliにてローンチされた。miHoYoでは初となる商業的に成功したゲームとなった。
『崩壊3rd』は2016年10月14日に中国でリリースされた。キアナをはじめ、雷電芽衣、ブローニャなど歴代キャラクターが勢ぞろいしている。本作はアクションRPGでありmiHoYo初となる3Dゲームである。ゲーム以外にも派生アニメシリーズ、ビジュアルノベル、漫画、プロモーション実写ドラマなど様々なコンテンツが多岐に渡って展開されている。2017年2月22日に日本サーバーが開始され、5月18日には台湾サーバー、11月1日に東南アジアのサーバーが開始された。それと同時期にゲームもリリースされた。さらに、2021年10月21日にSteam版、2022年7月8日にはWindows版Google Playストアでリリースされた。崩壊3rdは崩壊した世界を舞台としたゲームで、プレイヤーは戦乙女(ヴァルキリー)を操り、様々な武器やスキルを駆使して崩壊獣などの敵と戦い、崩壊から世界を守ることを目的とする。崩壊シリーズの世界観をさらに深めた作品となった。崩壊3rd以降のmiHoYoの作品は世界中で反響を呼んだ。
『崩壊:スターレイル』は2023年4月26日に全世界で同時リリースされたゲームである。崩壊した世界の銀河を舞台としたスペースファンタジーRPGで、プレイヤーは星穹列車に乗り銀河の幻想的な景色を体験することになる。崩壊シリーズ4作目である。ゲームシステムは原神を基に作られているが、戦闘システムはmiHoYo初となるターン制バトルを採用している。コマンドは通常攻撃、スキル、必殺技の3種類が存在し、それらを駆使してバトルを行うこととなる。事前登録者数は1000万を超え、ファイナルβテストも開催された。また、プロデューサーのDavid Jiangによると、少なくとも6年間の運営が想定されている。

### スピンオフ
『FlyMe2theMoon』はmiHoYoStudioの作品ある。本作品が製作された時はmiHoYoはまだ設立されておらず、サークルの『miHoYoStudio』として制作された。本作は2011年9月28日にiOSにてリリースされた。本作は魔女のキアナ・カスラナを主人公とする2Dスクロールゲームであり、探索、謎解き、レースなどのモードに加え60のレベルが存在する。ストーリーは、キアナが月にある遺跡に行き、魔術師の試練を終えた後、彼女の真実を明らかにすることである。ゲーム名の由来はアニメ「エヴァンゲリオン」のエンディング曲「FLY ME TO THE MOON」からきている。ゲームエンジンはCocos2DとBox2Dを使用して開発がされた。ゲームの主題歌である「ムーントリップ」はVOCALOIDの初音ミクが歌唱している。
『原神』は2020年9月28日に全世界同時リリースされたゲームである。本作はゼルダの伝説ブレスオブザワイルドの影響を受けて作られている。崩壊シリーズとは別に制作されたオープンワールドRPGである。本作は、大陸「テイワット」を舞台とし、主人公となる旅人がガイド役パイモンとともに妹(又は兄)の行方を追うため旅をする物語である。また、戦闘システムとして「元素反応」や「元素爆発」などを駆使して戦うことになる。製作には3年6か月費やされ、総開発費は110億円となった。全世界で大ヒットし開発費となる110億円は2週間で回収された。

## 評価
崩壊シリーズは、現在世界中から高い評価を受けている。
『崩壊学園』の中国版「崩坏学园2」は「2014年度最佳二次元网络游戏金鹏奖（2014年 ゴールデンロック 最優秀2Dオンラインゲーム賞）」や「最具人气网络手游奖（最も人気のあるオンラインモバイルゲーム賞）」などの多くの賞を受賞しており、2017年6月30日までの収益は日本円で210億円を突破している。
『崩壊3rd』は2017年6月30日時点で、アカウント数が2,200万を超え、収益は230億円を突破している。またベータ版初月の新規アカウント数は500万を超え収益は20億を超えた。
『崩壊：スターレイル』はリリース前夜の時点で、事前登録者数は中国国内で2,298万人、グローバルで1,000万人を超えている。2023年4月23日、崩壊スターレイルは事前ダウンロードの段階で113以上の国と地域でApp storeの無料ゲームのランキングで一位となり、日本、韓国、中国、アメリカでは総合ランキング一位となった。4月26日、崩壊スターレイルが全世界で同時リリースされると、中国では5時間以内にApp storeベストセラーランキングで一位を獲得し、42の国と地域でベストセラーランキングTOP10入りを果たした。同月28日、miHoYoはダウンロード数が2,000万を超えたと発表。リリースから10日で世界収入は1億米ドルを突破し、そのうち中国が44％、日本が22％、アメリカが12％を占めていた。さらにリリースから15日でiOS版とAndroid版の世界収入は6,500万米ドルに達しており、そのうち日本からの収益は約1,500万ドルにも上った。2022年に行われたGolden Joystick Awards 2022においては「Most Wanted Game」にノミネートされた。2023年11月には「App Store award 2023 - iPhone Game of the Year」 と「Google Play ベストオブ2023 - Best Game」を取得し2冠を達成した。さらに、12月に開催された「The Game Awards 2023」にて「Best Mobile Game」を受賞した。
ゲームのレビューサイトMetacriticでは『崩壊：スターレイル』の評価は肯定的なレビューが中心である。IGNのJess Reyesは、2023年最高のゲームと評している。
『原神』は2023年11月時点でアカウント数が6,500万人を超え、世界中から非常に高い評価を得ている。IGNのTravis Northropは優れた戦闘、中毒性の高い探索、美しいワールドにより2020年にプレイした中で最も素晴らしいゲームと評している。原神は2023年5月までに5000億円を超える利益を出しており、世界モバイルゲーム高3位にランクインしている。今までに数多くの賞を受賞している。The Game Awardsでは2020年に「Best Mobile Game」、2021年には「Best Mobile Game」に2年連続で受賞、「Best Ongoing」にノミネート、2022年には「Player's Voice Award」を受賞している。2023年には、「PlayStation® PARTNER AWARDS 2023 GRAND AWARD」を受賞。

## ゲーム
| 崩壊シリーズ      | 説明 | リリース日     |
| ----------------- | --- | -------------- |
| 崩坏学园          | 崩壊シリーズ1作目。中国でのみリリースされた。miHoYoの一作目。 | 2012年12月24日 |
| 崩壊学園          | 崩壊シリーズ2作目。中国にて「崩坏学园2」としてリリースされていたものを日本向けにローカライズした作品である。本作は最初から日本での配信を前提としたものである。                                                                           | 2015年2月12日  |
| 崩壊3rd           | 崩壊シリーズ3作目。前作『崩壊学園』のシナリオを改変、リメイクしした作品。設定など共通する部分が多い。旧作からかなり多くのキャラクターが登場しているが平行世界のため同一人物ではない。miHoYoとしては初となる3Dアクションゲームである。    | 2017年2月22日  |
| 崩壊:スターレイル | 崩壊シリーズ4作目。主な舞台が地球から宇宙に移行している。旧作からキャラクターが出演しているが平行世界のため同一人物ではない。しかし、ヴェルトは同一人物であると確認できている。                                                          | 2023年4月26日  |
| 番外編            | 説明 | リリース日     |
| FlyMe2themoon     | のちに多くの作品に登場するキアナが初登場した。タイトルはエヴァンゲリオンからリスペクトを受けている。本ゲームは2021年に無料になったが64bitのiOS端末やAndroidは対応していない。                                                            | 2011年9月28日  |
| 原神              | 開発開始時は「崩壊4」という名前で開発がされていたが、のちに『原神』という名前に変わる。本作では『崩壊3rd』からキャラクターが出演している。中には設定まで酷似しているキャラクターも存在する。miHoYoの崩壊シリーズのIPには含まれていない。 | 2020年9月28日  |